# Amphidraus
Amphidraus là một chi nhện trong họ Salticidae.